# Финансовое оздоровление
Фина́нсовое оздоровле́ние — в Российской Федерации одна из процедур процесса банкротства, которая применяется к должнику в целях восстановления его платежеспособности и погашения задолженности в соответствии с утверждённым графиком.

## Основание введения процедуры
Финансовое оздоровление вводится на основании ходатайства должника или иных лиц, круг которых определён законом, первому собранию кредиторов или в случаях, установленных законом, арбитражному суду.
Указанное ходатайство и прилагаемые к нему документы должны быть представлены временному управляющему и в арбитражный суд не позднее, чем за пятнадцать дней до даты проведения собрания кредиторов.
Решение об обращении с ходатайством о введении финансового оздоровления принимается на общем собрании большинством голосов учредителей (участников) должника, принявших участие в указанном собрании, или органом, уполномоченным собственником имущества должника-унитарного предприятия.
Решение об обращении с предложением о введении финансового оздоровления должно содержать сведения о предлагаемом обеспечении исполнения должником обязательств в соответствии с графиком погашения задолженности и предлагаемый срок финансового оздоровления.
К решению должны прилагаться:
- план финансового оздоровления;
- график погашения задолженности;
- протокол общего собрания учредителей (участников) должника или решение уполномоченного органа об обращении с предложением о введении финансового оздоровления;
- перечень учредителей (участников) должника, голосовавших за обращение с ходатайством о введении финансового оздоровления;
- сведения о предлагаемом обеспечении исполнения должником обязательств в соответствии с графиком погашения задолженности (при наличии такого обеспечения).

Финансовое оздоровление может быть также введено на основании ходатайства третьего лица (третьих лиц). Такое ходатайство должно содержать сведения о предлагаемом третьим лицом обеспечении исполнения должником обязательств в соответствии с прилагаемым к ходатайству графиком погашения задолженности.

## Введение и осуществление процедуры
Финансовое оздоровление вводится арбитражным судом на основании соответствующего решения собрания кредиторов. Одновременно с вынесением определения о введении финансового оздоровления арбитражный суд утверждает административного управляющего. В определении о введении финансового оздоровления должен указываться срок финансового оздоровления, а также содержаться утверждённый судом график погашения задолженности.
Управление деятельностью должника в ходе финансового оздоровления осуществляют, как правило, органы управления должника. Однако руководитель должника может быть отстранен судом на основании ходатайства собрания кредиторов, административного управляющего или лиц, предоставивших обеспечение.
Управление должником в период финансового оздоровления должно проводиться с рядом ограничений. Должник не вправе без согласия административного управляющего совершать сделки, которые:
- увеличивают задолженность более чем на пять процентов суммы включённых в реестр требований кредиторов;
- связаны с приобретением, отчуждением или возможностью отчуждения прямо либо косвенно имущества должника;
- влекут за собой уступку прав требований, перевод долга;
- влекут за собой получение займов (кредитов).

Определение арбитражного суда о введении финансового оздоровления подлежит немедленному исполнению.
Финансовое оздоровление вводится на срок не более двух лет.

### Правовые последствия введения процедуры
С момента введения финансового оздоровления вступают в силу следующие правовые последствия:
1. Вводится особый, предусмотренный законом, порядок предъявления требований кредиторов к должнику;
2. Отменяются ранее принятые меры по обеспечению требований кредиторов;
3. Аресты на имущество должника и иные ограничения в части распоряжения принадлежащим должнику имуществом могут быть наложены только в арбитражном процессе по делу о банкротстве;
4. Приостанавливается выполнение исполнительных документов;
5. Запрещается выделение доли участия предприятия-должника;
6. Запрещается выкуп должником собственных акций;
7. Не допускается выплата дивидендов и иных платежей по эмиссионным ценным бумагам;
8. Не допускается прекращение обязательств должника путём зачёта встречных требований;
9. Приостанавливается начисление штрафов, пеней, неустоек и других финансовых санкций по договорам;
10. На сумму требований кредиторов и сумму обязательных платежей начисляются проценты в размере ставки рефинансирования, установленной ЦБРФ на дату введения финансового оздоровления;
11. Неустойки (штрафы, пени) подлежат погашению после удовлетворения всех остальных требований кредиторов;
12. Должник может передавать имущество в безвозмездную аренду;
13. Любая реорганизация предприятия возможна только с согласия кредиторов.

Основное управление организацией-должником осуществляют соответствующие органы управления должника. Административный управляющий в ходе финансового оздоровления имеет ограниченный круг обязанностей, в которые, помимо прочего, входят ведение реестра требований кредиторов, созыв собрания кредиторов и контроль над показателями деятельности должника.

## Завершение процедуры
Не позднее чем за месяц до истечения установленного срока финансового оздоровления должник обязан предоставить административному управляющему отчёт о результатах проведения финансового оздоровления и соответствующие бухгалтерские документы.
Административный управляющий рассматривает отчет должника о результатах проведения финансового оздоровления и составляет заключение, которое направляется кредиторам.
Если требования кредиторов не удовлетворены или указанный отчёт не представлен административному управляющему, административный управляющий созывает собрание кредиторов, которое полномочно принять решение об обращении с ходатайством в арбитражный суд о введении внешнего управления либо об обращении с ходатайством в арбитражный суд о признании должника банкротом и открытии конкурсного производства.
По итогам процедуры финансового оздоровления суд принимает одно из следующих решений:
- О прекращении производства по делу о несостоятельности, если все требования удовлетворены;
- О введении внешнего управления в случае возможности восстановления финансового состояния должника;
- О признании должника банкротом и об открытии конкурсного производства в случае отсутствия оснований для введения внешнего управления и при наличии признаков банкротства.